# Doggerscharbe
Die Doggerscharbe (Hippoglossoides platessoides) ist ein häufiger Plattfisch aus dem nördlichen Atlantik. 
Sie kommt rund um die Britischen Inseln, in der Nordsee, in Skagerrak und Kattegat, entlang der Küste Norwegens, bis zur südlichen Barentssee und dem Weißen Meer sowie bei den Färöern, bei Island, an der südwestlichen Küste Grönlands und rund um Neufundland vor.
Es werden zwei Unterarten unterschieden: H. p. platessoides im nordwestlichen Atlantik und H. p. limandoides im nordöstlichen Atlantik.

## Merkmale
Die Doggerscharbe hat einen langgestreckten, asymmetrischen, seitlich stark abgeflachten Körper. Das Maul ist groß und reicht bis unter das rechte Auge. Die Rückenflosse beginnt über dem linken Auge. Das Seitenlinienorgan ist fast gerade, die Schuppen rau. Doggerscharben werden selten länger als 40 Zentimeter, die größte nachgewiesene Länge betrug 82,6 Zentimeter.

## Lebensweise
Doggerscharben leben auf Weichböden, in Tiefen von 90 bis 250 Metern, bei Temperaturen von -0,5 bis 2,5 °C. Sie ernähren sich von Seeigeln, Schlangensternen, Würmern, Krebstieren und kleinen Fischen und werden selbst die Beute von Rochen, Kabeljau, Leng und Heilbutt.

## Fortpflanzung
Fast im gesamten Verbreitungsgebiet laichen die Fische im Frühjahr, in Tiefen von 100 bis 200 Metern. Es werden 50.000 bis 300.000 Eier gelegt, die pelagisch sind, und einen Durchmesser von 2 bis 3 mm haben. Die etwa 5 mm langen Larven schlüpfen nach zwei Wochen. Mit einer Länge von 20 bis 30 mm gehen die zunächst pelagischen Larven zum Bodenleben über. Die Tiere der Nordsee werden nach 2 bis 3 Jahren mit einer Länge von 15 bis 20 Zentimeter geschlechtsreif. Die arktischen Doggerscharben wachsen viel langsamer.

## Nutzung
Das Fleisch der Doggerscharben ist wässrig und wird vor allem zu Fischmehl verarbeitet.